# Дагон (екзопланета)
Дагон, або Даґон (Фомальгаут b) — єдина екзопланета білої зірки Фомальгаут.
Планета була виявлена телескопом «Габбл» 13 листопада 2008 як невеликий об'єкт на самому краю уламкового диска. Існування планети було поставлено під сумнів у 2010—2011 роках, але підтверджено у вересні—жовтні 2011 року вченими проєкту Atacama Large Millimeter Array, які оголосили про існування двох планет: Фомальгаут b і Фомальгаут c.
Маса обох планет тепер оцінюється не в 3 маси Юпітера, а лежить в інтервалі від маси Марса до декількох мас Землі. Радіус орбіти планети Фомальгаут b становить 115 а.о. (17 млрд км — на 20% далі, ніж афелій Ериди і в 3,8 рази далі, ніж відстань до Нептуна). Перигелій знаходиться в 49 а.о. від Фомальгаута, а афелій — в 290 а.о. Вважалось, що період обертання Дагона — 872 роки, проте згідно з підрахунками в січні 2013 року, з'ясувалось, що удвічі більше — 1700 років. Настільки витягнута орбіта пояснюється можливою присутністю в системі третьої планети — Фомальгаут d.